# Niagara (Wisconsin)
Niagara es una ciudad ubicada en el condado de Marinette en el estado estadounidense de Wisconsin. En el Censo de 2010 tenía una población de 1.624 habitantes y una densidad poblacional de 209,29 personas por km².

## Geografía
Niagara se encuentra ubicada en las coordenadas 45°46′45″N 88°0′11″O / 45.77917, -88.00306. Según la Oficina del Censo de los Estados Unidos, Niagara tiene una superficie total de 7.76 km², de la cual 7.12 km² corresponden a tierra firme y (8.28%) 0.64 km² es agua.

## Demografía
Según el censo de 2010, había 1.624 personas residiendo en Niagara. La densidad de población era de 209,29 hab./km². De los 1.624 habitantes, Niagara estaba compuesto por el 97.72% blancos, el 0.12% eran afroamericanos, el 0.62% eran amerindios, el 0.37% eran asiáticos, el 0% eran isleños del Pacífico, el 0.25% eran de otras razas y el 0.92% pertenecían a dos o más razas. Del total de la población el 1.17% eran hispanos o latinos de cualquier raza.